# Уштобе (Карагандинская область)
Уштобе́ (каз. Үштөбе) — село в Бухар-Жырауском районе Карагандинской области Казахстана, административный центр Уштобинского сельского округа. 

## География
Населённый пункт расположен в южной части Бухар-Жырауского района, в 70 километрах к югу от районного центра посёлка Ботакара, в 14,3 километрах к востоку от областного центра города Караганда. Соседние населённые пункты: Сокурское в 2 километрах к северу, Караганда к западу. Транспортное сообщение осуществляется автомобильной дорогой областного значения КМ-15 «Караганда—Уштобе—Курылыс км 0-16». Высота центра села — 563 метров над уровнем моря.

## Население
| Численность населения | Численность населения | Численность населения | Численность населения |
| 1989                  | 1999                  | 2009                  | 2021                  |
| --------------------- | --------------------- | --------------------- | --------------------- |
| 3908                  | ↘3430                 | ↗3519                 | ↗3734                 |

Национальный состав
Процентное соотношение численно-преобладающих национальностей села согласно переписи населения 1989 года:
| Национальность | Процентное соотношение |
| -------------- | ---------------------- |
| немцы          | 76 %                   |
| другие         | 24 %                   |

## ТЭЦ-4
Район села Уштобе выбран в качестве площадки для строительства Карагандинской ТЭЦ-4. На данный момент идёт разработка технико-экономического обоснования и проектно-сметной документации.